# Krępiec-Leśniczówka
Krępiec-Leśniczówka (do 14 lutego 2002 Krępiec) – część wsi Molendy (do 14 lutego 2002 leśniczówka) w Polsce, położona w województwie mazowieckim, w powiecie kozienickim, w gminie Garbatka-Letnisko.